# Halmosi Zoltán (labdarúgó, 1971)
Halmosi Zoltán (Szombathely, 1971. december 8. – 2019. május 24.) magyar labdarúgó.

## Pályafutása
A Haladás korosztályos csapatában kezdte a labdarúgást. Első élvonalbeli mérkőzését 1990. március 17-én játszotta, az utolsót pedig 1991. november 23-án. Összesen négy NB-I-es mérkőzésen szerepelt. Később a másodosztályú Haladásban, majd alacsonyabb osztályú csapatokban játszott. Visszavonulása után sem szakadt el a Haladástól. Szurkolóként nemcsak a hazai, hanem az idegenbeli mérkőzéseken is rendszeresen drukkolt a szombathelyi csapatnak.

## Családja
id. Halmosi Zoltán válogatott labdarúgó fia és Halmosi Péter válogatott labdarúgó testvére.